# Лоуренс Холстед
Лоуренс Холстед (англ. Laurence Halsted; нар. 22 травня 1984 року, Лондон, Велика Британія) — британський фехтувальник на рапірах, призер чемпіонатів Європи.

## Виступи на Олімпіадах
| Олімпіада           | Дисципліна           | Місце |
| ------------------- | -------------------- | ----- |
| Лондон 2012         | командна рапіра      | 6     |
| Ріо-де-Жанейро 2016 | індивідуальна рапіра | 22    |
| Ріо-де-Жанейро 2016 | командна рапіра      | 6     |